# Messancy
Messancy är en kommun i Belgien.   Den ligger i provinsen Luxemburg och regionen Vallonien, i den sydöstra delen av landet, 170 km sydost om huvudstaden Bryssel. Antalet invånare är 7 802.
Omgivningarna runt Messancy är en mosaik av jordbruksmark och naturlig växtlighet. Runt Messancy är det tätbefolkat, med 735 invånare per kvadratkilometer.